# Brunpapp
Brunpapp eller Läderpapp är en typ av papp som framställs ur träslipmassa som behandlats med vattenånga eller kokande vatten under tryck.
Läderpapp kan även syfta på en särskilt stark papp, som överdragits med ett färgskikt och försetts med en läderimiterande yta eller en av läderavfall tillverkad papp. Tunnare läderpapp kallas läderpapper.